# Rifaat Atfe
Rifaat Atfé o Rifat Atfe (en árabe, رفعت عطفة, Rif’at ‘Aṭfa; Masyaf, 1947-23 de enero de 2023) fue un traductor, hispanista y poeta sirio, conocido sobre todo por traducir el Quijote al árabe. Entre sus traducciones figuran obras de grandes literatos en la escena hispana como el premio Nobel Pablo Neruda, Federico García Lorca o Ramón Valle-Inclán.

## Biografía y trayectoria académica
El autor nació en 1947 en la ciudad de Masyaf, al este de Siria. En esa misma ciudad estudió desde primaria hasta bachillerato, para luego estudiar Historia en la Universidad de Damasco. En 1968, con veintiún años se mudó a España, donde estaría hasta 1974 para estudiar Filología Hispánica. Su interés por la lengua castellana, su historia y literatura nace de haber leído las obras de Lorca y Neruda de joven, al igual que por la necesidad de explorar la relación entre España y el mundo árabe. Se formó gracias a un programa de becas, fruto de un acuerdo entre el gobierno sirio y los gobiernos correspondientes de los países de las universidades de destino. En concreto, el programa de becas para estudiar en el extranjero que formalizó Rifaat Atfé implicaba que ambos países —Siria y España— se repartían los costes de cada curso académico.
Terminó la licenciatura en Filología Hispánica en la Universidad Autónoma de Madrid en 1974. Su tesis Las obras teatrales de F. García Lorca: análisis de sus versiones árabes versa, como su título indica, trata sobre las distintas traducciones e interpretaciones de las obras teatrales de Lorca recogidas en árabe hasta la fecha.

## Obra

### Producción literaria y traducciones
Cuando vuelve a Siria en 1974, se convierte en secretario y luego en redactor jefe de la revista española Ecos de Damasco, que publicaba en castellano y en la que trabajó hasta 1978. También participó en el suplemento cultural del diario sirio Az-Zaura y en la revista siria (con sede en Damasco) Al-Adab Al-Ajnabiyya (de cuyo comité formó parte desde 1990) que publicaba artículos sobre literatura comparada, obras escritas en el exilio o en la diáspora, adaptaciones, traducciones, e incluso, estudios sobre literaturas extranjeras (estos últimos se publicaban en el Foreign literatura quarterly de la revista). Entre las traducciones que llegó a publicar en esta revista se encuentran Niños sin azul, El viejo bardo, Insomnio, Nuestros fugitivos, El mar llegó contigo y La llamada.
Asimismo, colaboró con La Revista Atlántica y ha tenido muchas participaciones en distintas revistas y simposios sobre traducción del árabe al español (y viceversa). Ha traducido del árabe al español a autores de la talla de Adonis —cuya antología poética traducida se publica por primera vez en la RevistAtlántica de poesía de Cádiz en 1991—, Hamed Badrjan, Al’Magut, Akram Alkatreb —parte del movimiento de generación joven de la poesía siria—, o Bandar Abdul-Hamid. También ha realizado traducciones más pequeñas en algunas revistas especializadas como la que hizo en el número de agosto de 2021 de la revista Sharjah Cultural Magazine en la que publicó su traducción de un relato corto titulado La muerte del ciego, de Sama Hassan.
Por otro lado, del castellano al árabe, ha publicado numerosísimas obras de diversos autores tanto españoles como latinoamericanos tales como Rafael Alberti, Vicente Aleixandre, Isabel Allende, Manuel Altolaguirre, Rafael Argullol, Calderón de la Barca, Julio Castillo, Camilo José Cela, Ramón Valle-Inclán, José Echegaray, Gabriel García Márquez, Antonio Gala, Ramón Mayrata, Juan Goytisolo, Miguel Hernández, Julio Llamazares, Pablo Neruda, Mario Vargas Llosa, Jordi Soler, Roberto Bolaño y Jorge Volpi. Las primeras obras que tradujo al árabe fueron de Pablo Neruda, siendo estas Las piedras del cielo —publicado en 1970—, La rosa separada —publicado en 1972—, y Libro de las preguntas —publicado en 1974—.
En 1996, publica con la Editorial siria Arwad Litibaa wa An-Nachr wa At Tawz una antología poética en lengua árabe llamada Al-Dakira wa al-Hudur (y en castellano, Memoria y presencia) y que se financia con la Ayuda a la Traducción del Ministerio de Cultura Española. También, tradujo al árabe Introducción a «Siete poemas de Antonio Porpetta» y se publicó como un artículo en la Revista de Lenguas Extranjeras; y ha ido publicando en distintas revistas algunos poemas sueltos de autores mencionados anteriormente.
Sin embargo, su traducción más reconocida a nivel académico fue la novela Don Quijote de la Mancha. La primera vez que lo leyó fue en 1972 y le pareció una lectura complicada y que no se planteó traducir en ese momento, no solo por la dificultad que la obra presentaba en cuanto a la dimensión técnica y lingüística, o porque en aquel momento estaba aún asentando las bases del idioma, sino por la falta de diccionarios que tuvieran la combinación lingüística de español y árabe. Los diccionarios y compendios terminológicos de español-árabe no eran habituales, y para comprender esa primera lectura tuvo que recurrir a un diccionario de español-francés, y luego usar uno de francés-árabe. A veces la combinación también podía incluir inglés. Leer otras obras de Cervantes, sobre todo las Novelas ejemplares le ayudó mucho a aproximarse a su forma de narrar; al igual que también se apoyó en otros diccionarios monolingües como el de María Moliner.
No obstante, decidió traducir la obra porque consideraba que se necesitaba leer en árabe.  De hecho, ya había una traducción de la primera parte de la novela, anterior a la que hizo Rifaat Atfé, de la mano de Abdul-Aziz Al-Ahwani en 1957; pero Atfé no llegó a conocer esa versión porque se agotó rápido y al parecer, no se reeditó de nuevo. Por tanto, Rifaat empezó de cero la traducción del clásico literario y tardó cuatro años en terminar tan solo la primera parte. Su traducción se publicó en 2002 —por la editorial Dar Ward, en Damasco—, y posteriormente le siguió la traducción del hispanista egipcio Sulayman al-Attar.
Entre las obras propias de Rifaat Atfé se encuentran Entresueños, Poemas de amor y esperanza, la novela Sacrificio y el libro de cuentos El hombre que no ha muerto.También compiló una serie de cuentos y relatos de algunas escritoras árabes, editado por Encarna Cabello y publicada en la editorial catalana Icaria.

### Proyectos culturales y de cooperación
Desde que volvió a Siria, el contacto que Rifaat Atfé mantuvo con España ha sido muy continuado y prolífico no solo en cuestiones literarias —que refuerzan los vínculos entre ambas naciones al aumentar los posibles lectores de obras españoles en los países árabes—, sino también en materia histórica y periodística. Al regresar a Masyaf en 1978 consigue la plaza de director del Centro Cultural Árabe de esa misma ciudad, dando clases de español, conferencias y eventos. Las conferencias que realizó solían ser de carácter divulgativo y se colaboró y cooperó con los centros culturales de otras ciudades vecinas —como el Centro Cultural Árabe Sirio de Mezze—, con la Unión de Escritores Árabes o con el Instituto Cervantes, en el que daría clases de lengua castellana años más tarde (en la sede de Damasco). Es en este centro en el que organizó distintos congresos como el Simposio Internacional de la Cultura Arabo-Española en la Historia (1990) o las Jornadas de Cultura Española (1991) —en las que a veces hacía de ponente y en otras trabajaba como intérprete, como sucedió en la ponencia Una aproximación al fenómeno poético de 1991—. Gracias a la repercusión que tuvo sus proyectos en Masyaf pudo recorrer otras ciudades de Siria dando conferencias en otros centros culturales nacionales como los de Hama, Der’a, Alepo, Suweyda, Homs, Idlib, Sanameyn o Suqaylabiye; pero el alcance de su cooperación se extendió a otros países como Jordania (dio conferencias en la Universidad de Jordania y en el Instituto Cervantes de Amán), Líbano (en el Instituto Cervantes de Beirut y en la Universidad St. Joseph de Beirut) o España (en la Universidad Complutense de Madrid; en la Asociación de Escritores y Artistas; en el Instituto Egipcio de Estudios Islámicos; el Instituto de Cooperación con el Mundo Árabe; o, incluso, con la Sociedad General de Autores de España —entre otros centros—).
Rifaat Atfé ha viajado varias veces a España y el tiempo que se quedó ha ido cambiando dependiendo del período. Hasta 2008 fue el director del Centro Cultural Sirio en Madrid —que él mismo fundó pero que ya no está activo—, en donde ha organizado varias ponencias como Siria, tierra de tolerancia y convivencia —en las Jornadas de cultura sirio-española en el Centro Cultural Carril del Conde— o el Simposio-homenaje a Pedro Martínez Montávez: las relaciones culturales hispano-árabes. Traducción, comunicación y diálogo —en colaboración con la Universidad Autónoma de Madrid—. Fue parte de muchos cursos de formación, congresos y conferencias como el Cincuentenario de Ramón Mª del Valle-Inclán (celebrada entre Madrid y Galicia en 1986) o las Jornadas de Hispanismo Árabe dedicadas a La Traducción y Crítica Literaria, también en Madrid, en 1988. Entre los cursos de formación que ha ido impartiendo se puede destacar Exclusión y tolerancia: judíos, moros y cristianos a lo largo de la historia que se celebró en Llanes (Asturias) en 2005 o Cervantes y el Islam, impartido en la Universidad Autónoma de Madrid en el mismo año.
Tener ese vínculo fuerte con España y sus constantes publicaciones —propias o traducciones—, le proporcionó oportunidades como la de ser invitado a hablar en RTVE (Radio Televisión Española). El evento tuvo lugar en 2004 de la mano de Fernando Sánchez Dragó, con quien ya tenía relación porque Rifaat Atfé tradujo su novela El camino del corazón; y el autor español le invitó al programa de literatura español que dirigía llamado Negro sobre blanco.De naturaleza similar eran las mesas redondas y simposios —como el coloquio Por encima de mi cadáver en 2015 en Segovia— a los que Rifaat Atfé asistió con el autor Ramón Mayrata, a quien también ha traducido.
Por otro lado, en otoño de 1999 la ministra de Cultura Siria designa Rifaat Atfé como enlace entre el ministerio de cultura, el Instituto Cervantes y la Fundación El Legado Andalusí para promover y llevar a cabo distintos proyectos culturales conjuntos.